# Podział administracyjny województwa małopolskiego
Strona ta przedstawia podział administracyjny województwa małopolskiego.

## Powiaty
| Liczba jednostek administracyjnych | Liczba jednostek administracyjnych |
| ---------------------------------- | ---------------------------------- |
| miasta na prawach powiatu          | 3                                  |
| powiaty                            | 19                                 |
| gminy miejskie                     | 14                                 |
| gminy miejsko-wiejskie             | 50                                 |
| gminy wiejskie                     | 119                                |
| gminy ogółem                       | 183                                |
| miasta                             | 64                                 |

Jednostkami administracyjnymi są gminy (miejskie, miejsko-wiejskie lub wiejskie). Miasta mogą stanowić gminy miejskie lub wchodzić w skład gmin miejsko-wiejskich.
- Miasta na prawach powiatu
  - miasta (gminy miejskie): (K) Kraków, (N) Nowy Sącz i (T) Tarnów
- (BC) bocheński ⇒ Bochnia
  - miasta: Bochnia i Nowy Wiśnicz
  - gmina miejska: Bochnia
  - gmina miejsko-wiejska: Nowy Wiśnicz
  - gminy wiejskie: Bochnia, Drwinia, Lipnica Murowana, Łapanów, Rzezawa, Trzciana i Żegocina
- (BR) brzeski ⇒ Brzesko
  - miasta: Brzesko i Czchów
  - gminy miejsko-wiejskie: Brzesko i Czchów
  - gminy wiejskie: Borzęcin, Dębno, Gnojnik, Iwkowa i Szczurowa
- (CH) chrzanowski ⇒ Chrzanów
  - miasta: Alwernia, Chrzanów, Libiąż i Trzebinia
  - gminy miejsko-wiejskie: Alwernia, Chrzanów, Libiąż i Trzebinia
  - gmina wiejska: Babice
- (DA) dąbrowski ⇒ Dąbrowa Tarnowska
  - miasta: Dąbrowa Tarnowska i Szczucin
  - gminy miejsko-wiejskie: Dąbrowa Tarnowska i Szczucin
  - gminy wiejskie: Bolesław, Gręboszów, Mędrzechów, Olesno i Radgoszcz
- (GR) gorlicki ⇒ Gorlice
  - miasta: Biecz, Bobowa i Gorlice
  - gmina miejska: Gorlice
  - gminy miejsko-wiejskie: Biecz i Bobowa
  - gminy wiejskie: Gorlice, Lipinki, Łużna, Moszczenica, Ropa, Sękowa i Uście Gorlickie
- (KR) krakowski ⇒ Kraków
  - miasta: Krzeszowice, Skała, Skawina, Słomniki i Świątniki Górne
  - gminy miejsko-wiejskie: Krzeszowice, Skała, Skawina, Słomniki i Świątniki Górne
  - gminy wiejskie: Czernichów, Igołomia-Wawrzeńczyce (s. Wawrzeńczyce), Iwanowice, Jerzmanowice-Przeginia (s. Jerzmanowice), Kocmyrzów-Luborzyca (s. Luborzyca), Liszki, Michałowice, Mogilany, Sułoszowa, Wielka Wieś, Zabierzów i Zielonki
- (LI) limanowski ⇒ Limanowa
  - miasta: Limanowa i Mszana Dolna
  - gminy miejskie: Limanowa i Mszana Dolna
  - gminy wiejskie: Dobra, Jodłownik, Kamienica, Laskowa, Limanowa, Łukowica, Mszana Dolna, Niedźwiedź, Słopnice, Szczawa i Tymbark
- (MI) miechowski ⇒ Miechów
  - miasta: Książ Wielki i Miechów
  - gminy miejsko-wiejskie: Książ Wielki i Miechów
  - gminy wiejskie: Charsznica, Gołcza, Kozłów, Racławice i Słaboszów
- (MY) myślenicki ⇒ Myślenice
  - miasta: Dobczyce, Myślenice i Sułkowice
  - gminy miejsko-wiejskie: Dobczyce, Myślenice i Sułkowice
  - gminy wiejskie: Lubień, Pcim, Raciechowice, Siepraw, Tokarnia i Wiśniowa
- (NS) nowosądecki ⇒ Nowy Sącz
  - miasta: Grybów, Krynica-Zdrój, Muszyna, Piwniczna-Zdrój i Stary Sącz
  - gmina miejska: Grybów
  - gminy miejsko-wiejskie: Krynica-Zdrój, Muszyna, Piwniczna-Zdrój i Stary Sącz
  - gminy wiejskie: Chełmiec, Gródek nad Dunajcem, Grybów, Kamionka Wielka, Korzenna, Łabowa, Łącko, Łososina Dolna, Nawojowa, Podegrodzie i Rytro
- (NT) nowotarski ⇒ Nowy Targ
  - miasta: Czarny Dunajec, Nowy Targ, Rabka-Zdrój i Szczawnica
  - gmina miejska: Nowy Targ
  - gminy miejsko-wiejskie: Czarny Dunajec, Rabka-Zdrój i Szczawnica
  - gminy wiejskie: Czorsztyn (s. Maniowy), Jabłonka, Krościenko nad Dunajcem, Lipnica Wielka, Łapsze Niżne, Nowy Targ, Ochotnica Dolna, Raba Wyżna, Spytkowice i Szaflary
- (OL) olkuski ⇒ Olkusz
  - miasta: Bukowno, Olkusz i Wolbrom
  - gmina miejska: Bukowno
  - gminy miejsko-wiejskie: Olkusz i Wolbrom
  - gminy wiejskie: Bolesław, Klucze i Trzyciąż
- (OS) oświęcimski ⇒ Oświęcim
  - miasta: Brzeszcze, Chełmek, Kęty, Oświęcim i Zator
  - gmina miejska: Oświęcim
  - gminy miejsko-wiejskie: Brzeszcze, Chełmek, Kęty i Zator
  - gminy wiejskie: Osiek, Oświęcim, Polanka Wielka i Przeciszów
- (PR) proszowicki ⇒ Proszowice
  - miasta: Koszyce, Nowe Brzesko i Proszowice
  - gminy miejsko-wiejskie: Koszyce, Nowe Brzesko i Proszowice
  - gminy wiejskie: Koniusza, Pałecznica i Radziemice
- (SU) suski ⇒ Sucha Beskidzka
  - miasta: Jordanów, Maków Podhalański i Sucha Beskidzka
  - gminy miejskie: Jordanów i Sucha Beskidzka
  - gmina miejsko-wiejska: Maków Podhalański
  - gminy wiejskie: Budzów, Bystra-Sidzina (s. Bystra), Jordanów, Stryszawa, Zawoja i Zembrzyce
- (TA) tarnowski ⇒ Tarnów
  - miasta: Ciężkowice, Radłów, Ryglice, Tuchów, Wojnicz, Zakliczyn i Żabno
  - gminy miejsko-wiejskie: Ciężkowice, Radłów, Ryglice, Tuchów, Wojnicz, Zakliczyn i Żabno
  - gminy wiejskie: Gromnik, Lisia Góra, Pleśna, Rzepiennik Strzyżewski, Skrzyszów, Szerzyny, Tarnów, Wierzchosławice i Wietrzychowice
- (TT) tatrzański ⇒ Zakopane
  - miasto: Zakopane
  - gmina miejska: Zakopane
  - gminy wiejskie: Biały Dunajec, Bukowina Tatrzańska, Kościelisko i Poronin
- (WA) wadowicki ⇒ Wadowice
  - miasta: Andrychów, Kalwaria Zebrzydowska i Wadowice
  - gminy miejsko-wiejskie: Andrychów, Kalwaria Zebrzydowska i Wadowice
  - gminy wiejskie: Brzeźnica, Lanckorona, Mucharz, Spytkowice, Stryszów, Tomice i Wieprz
- (WI) wielicki ⇒ Wieliczka
  - miasta: Niepołomice i Wieliczka
  - gminy miejsko-wiejskie: Niepołomice i Wieliczka
  - gminy wiejskie: Biskupice (s. Tomaszkowice), Gdów i Kłaj

## Zmiany od 01.01.1999

### Prawa miejskie
- 01.01.2000: Czchów (powiat brzeski)
- 01.01.2001: Ryglice (powiat tarnowski)
- 01.01.2006: Zakliczyn (powiat tarnowski)
- 01.01.2007: Wojnicz (powiat tarnowski)
- 01.01.2009: Bobowa (powiat gorlicki)
- 01.01.2009: Szczucin (powiat dąbrowski)
- 01.01.2010: Radłów (powiat tarnowski)
- 01.01.2011: Nowe Brzesko (powiat proszowicki)
- 01.01.2019: Koszyce (powiat proszowicki)
- 01.01.2023: Czarny Dunajec (powiat nowotarski)
- 01.01.2023: Książ Wielki (powiat miechowski)

### Nowe gminy
- (1 I 2025): Szczawa (s. Szczawa) wydzielona z gm. Kamienica w powiecie limanowskim

### Zmiany granic
legenda: województwa/powiaty/miasta/gminy po lewej zyskały część terytorium, województwa/powiaty/miasta/gminy po prawej straciły część terytorium
- granice województw
  - 01.01.2002: śląskie, pow. będziński (m. Sławków, cała gmina) ⇔ pow. olkuski (m. Sławków, cała gmina)
  - 01.01.2003: pow. tarnowski (gm. Szerzyny, cała gmina) ⇔ podkarpackie, pow. jasielski (gm. Szerzyny, cała gmina)
- granice powiatów
  - 01.01.2002: pow. oświęcimski (gm. Osiek) ⇔ pow. wadowicki (gm. Wieprz)
  - 01.01.2003: pow. dąbrowski (gm. Dąbrowa Tarnowska) ⇔ pow. tarnowski (gm. Żabno)
  - 01.01.2004: pow. bocheński (gm. Bochnia) ⇔ pow. wielicki (gm. Kłaj)
  - 01.01.2006: pow. chrzanowski (gm. Trzebinia) ⇔ pow. krakowski (gm. Krzeszowice)
  - 01.01.2006: pow. krakowski (gm. Czernichów) ⇔ pow. wadowicki (gm. Brzeźnica)
  - 23.02.2008: pow. wadowicki (gm. Brzeźnica) ⇔ pow. krakowski (gm. Czernichów) (zmiana ta ma charakter porządkowy)
  - 01.01.2009: pow. wadowicki (gm. Brzeźnica) ⇔ pow. krakowski (gm. Czernichów)
  - 01.01.2013: m.n.p.p. Kraków (delegatura Kraków-Nowa Huta) ⇔ pow. krakowski (gm. Kocmyrzów-Luborzyca)
  - 01.01.2017: pow. wadowicki (gm. Spytkowice) ⇔ pow. chrzanowski (gm. Alwernia)
- granice miast i gmin
  - 01.01.2000: (pow. dąbrowski) gm. Radgoszcz ⇔ gm. Dąbrowa Tarnowska
  - 01.01.2000: (pow. gorlicki) gm. Ropa ⇔ gm. Uście Gorlickie
  - 01.01.2005: (pow. olkuski) m. Olkusz ⇔ gm. Olkusz
  - 01.01.2005: (pow. olkuski) gm. Olkusz ⇔ gm. Bolesław
  - 01.01.2006: (pow. wielicki) m. Wieliczka ⇔ gm. Wieliczka
  - 01.01.2007: (pow. wadowicki) gm. Spytkowice ⇔ gm. Brzeźnica
  - 01.01.2008: (pow. nowotarski) gm. Szczawnica ⇔ m. Szczawnica (wydzielenie obszaru wiejskiego i zmiana statusu gminy z miejskiej na miejsko-wiejską)
  - 01.01.2008: (pow. brzeski) m. Brzesko ⇔ gm. Brzesko
  - 01.01.2008: (pow. chrzanowski) m. Trzebinia ⇔ gm. Trzebinia
  - 01.01.2010: (pow. nowotarski) gm. Spytkowice ⇔ gm. Raba Wyżna
  - 01.01.2010: (pow. krakowski) m. Krzeszowice ⇔ gm. Krzeszowice
  - 01.01.2014: (pow. nowotarski) gm. Spytkowice ⇔ gm. Raba Wyżna
  - 01.01.2016: (pow. brzeski) m. Brzesko ⇔ gm. Brzesko
  - 01.01.2021: (pow. dąbrowski) m. Dąbrowa Tarnowska ⇔ gm. Dąbrowa Tarnowska
  - 01.01.2025: (pow. suski) m. Sucha Beskidzka ⇔ gm. Zembrzyce

### Siedziby i nazwy miast i gmin
- 07.02.1998: (pow. nowosądecki) m. Piwniczna ⇒ m. Piwniczna-Zdrój (wtedy nazwa całej gminy pozostała niezmieniona)
- 30.12.1999: (pow. krakowski) gm. Iwanowice (s. Iwanowice Włościańskie) ⇒ gm. Iwanowice (s. Iwanowice)
- 30.12.1999: (pow. nowosądecki) gm. Piwniczna (s. Piwniczna) ⇒ gm. Piwniczna (s. Piwniczna-Zdrój)
- 30.12.1999: (pow. nowotarski) gm. Rabka (s. Rabka) ⇒ gm. Rabka (s. Rabka-Zdrój)
- 01.01.2000: (pow. nowotarski) m. Rabka ⇒ m. Rabka-Zdrój (wtedy nazwa całej gminy pozostała niezmieniona)
- 01.01.2002: (pow. nowosądecki) m. Krynica ⇒ m. Krynica-Zdrój
- 01.01.2002: (pow. nowosądecki) gm. Krynica (s. Krynica) ⇒ gm. Krynica-Zdrój (s. Krynica-Zdrój)
- 01.01.2002: (pow. nowosądecki) gm. Piwniczna (s. Piwniczna-Zdrój) ⇒ gm. Piwniczna-Zdrój (s. Piwniczna-Zdrój)
- 01.01.2002: (pow. nowotarski) gm. Rabka (s. Rabka-Zdrój) ⇒ gm. Rabka-Zdrój (s. Rabka-Zdrój)
- 01.01.2012: (pow. wielicki) gm. Biskupice (s. Trąbki) ⇒ gm. Biskupice (s. Tomaszkowice)
- 01.01.2016: (pow. suski) gm. Bystra-Sidzina (s. Bystra) ⇒ gm. Bystra-Sidzina (s. Bystra Podhalańska)